# 보두앵 6세 드 에노
보두앵 6세 드 에노 백작(프랑스어: Baudouin VI de Hainaut, 1172년 ~ 1205년)는 플랑드르와 에노 백작이다. 콘스탄티노폴리스의 라틴 제국의 초대 황제로서는 보두앵 1세(재위: 1204년 ~ 1205년)로 불린다. 보두앵 6세는 제4차 십자군 원정의 지도자의 한 사람으로 비잔티움 제국을 침략하여 콘스탄티노폴리스를 점령하고 라틴 제국을 세워 초대 황제로 추대되었다.
보두앵은 에노 백작 보두앵 5세와 플랑드르 백작의 딸 마르그리트의 아들이다. 보두앵의 집안은 대대로 십자군과 에루살렘 왕국과 관련이 깊었는데 1194년 어머니 마르그리트가 죽자 보두앵 6세는 에노와 플랑드르를 상속받았다. 보두앵은 잉글랜드 왕가와 동맹을 맺어 잉글랜드왕 리처드 1세 편에 서서 프랑스왕 필리프 2세와 대항했다.
교황 인노첸시오 3세가 제4차 십자군을 제창하자 그는 이 원정에 참여하여 1203년 콘스탄티노폴리스 침공에 가담했고 이사키우스 2세와 그의 아들 알렉시우스 4세를 황제로 추대했다. 그러나 이듬해 이사키우스와 알렉시우스가 실각하고 라틴 십자군은 다시 콘스탄티노폴리스를 장악했고 비잔티움을 대신할 라틴 제국을 만들기로 하였다. 이때 몬페라토의 보니파치오 1세와 보두앵이 새로운 황제 후보로 추대되었는데 당시 십자군의 가장 큰 주동자인 베네치아 공화국의 도제 엔리코 단돌로는 보두앵을 지지하여 1204년 5월 16일 보두앵은 하기아 소피아에서 황제의 대관식을 치렀다.
보두앵은 비잔티움 제국의 전통을 폐기하고 서유럽의 봉건제도와 비슷한 새로운 제국을 만들고 제국을 나누어 라틴의 기사들과 제후들에게 봉토로 나누어주었다.
1205년 트라키아에서 비잔티움 재건 세력의 반란이 일어나고 제2차 불가리아 제국의 차르 칼로얀이 라틴 제국의 영토로 쳐들어왔다.
1205년 3월 아드리아노폴리스에서 칼로얀의 불가리아군과 싸우다 붙잡혀 처형당했고 사후 그의 동생 앙리가 그의 뒤를 이어 제위에 올랐다.